# Johanna Ahlm
Johanna Marie Heléne Ahlm, född 3 oktober 1987 i Härlanda i Göteborg, är en svensk tidigare handbollsspelare (mittnia/vänsternia).
Ahlm debuterade i Sveriges landslag vid 18 års ålder och spelade nio mästerskap, med EM-bronset 2014 som största merit. Vid OS 2008 blev hon femma i turneringens skytteliga med 40 mål på åtta matcher. Till en början var hon en notorisk målskytt, men efter en del skador senare i karriären bidrog hon mer med sin långa rutin för att stötta de yngre, till exempel Isabelle Gulldén. Totalt spelade Ahlm 141 landskamper och gjorde 460 mål för landslaget 2005 till 2016.

## Karriär

### Klubblagsspel
Johanna Ahlm inledde handbollskarriären som ungdomsspelare i IK Sävehof. Första stora framgången var seger i Partille Cup 2005. I början hade hon modern Marie och fadern Jonas Ahlm som tränare. Hon var med och tog tre SM-guld med IK Sävehof. Efter säsongen 2008-2009 valde hon att bli proffs i Danmark. Hon började i Aalborg DH men blev snabbt utlånad till Viborg HK. Hon spelade sedan för Viborg i tre år. Främsta meriten blev en titel i Champions League. Under dessa år drabbades hon av skadeproblem och fick inget ordentligt genombrott i Viborg. Efter tre år lämnade hon för att spela för Team Esbjerg. Med denna klubb vann hon danska ligan, men inte slutspelet (danska mästerskapet). I EHF-cupen blev det final 2014 för Esbjerg mot GK Lada, som man förlorade. Sista utlandsproffsåret spelade hon för FC Midtjylland 2015-2016. Säsongen slutade med att hon blev snuvad på den danska mästartiteln av sin gamla klubb, Team Esbjerg.
Efter åren i Danmark återvände Johanna Ahlm till Sverige och IK Sävehof 2016. Det blev dock inget spel omedelbart, på grund av en korsbandsskada. Efter att hon återhämtat sig från skadan födde hon sitt första barn. Hon satsade därför istället på att börja spela säsongen 2017-2018. Hennes comeback kom i november 2017. I maj 2018 var hon med i Sävehofs vinnande lag i SM-finalen mot H65 Höör och hon valde att fortsätta i Sävehof. Inför slutspelet 2019 meddelade hon att hon avslutar karriären efter säsongens slut 2019. Säsongen avslutades med Johanna Ahlms femte SM-guld med IK Sävehof.

### Landslagsspel
Landslagsdebut 18 år gammal den 15 november 2005 mot Danmark i Århus. Sverige vann med 25-24.Johanna Ahlm var med i EM 2006 för att se och lära men inte mycket speltid. Genombrottet i landslaget kom 2008 i OS i Peking och EM i Montenegro 2008. VM 2009 i Kina blev en svensk besvikelse med utslagning redan efter gruppspelet. Vid EM 2010 drabbades Ahlm av skadebekymmer och fick sitta på läktaren och se Sverige ta EM-silver. VM 2011 slutade med åttondelsfinalförlust mot Frankrike och OS 2012 blev fiasko med fem raka förluster i turneringen. Vid EM 2014 var Ahlm med och tog brons med svenska laget. Det är hennes enda medalj med landslaget. Ahlm var också med i VM-laget 2015 i Danmark. Sverige förlorade då åttondelsfinalen mot Danmark. Hon är Stor tjej med 141 landskamper och 460 landslagsmål i meritlistan.

### Efter landslagskarriären
Johanna Ahlm var expertkommentator i TV vid EM 2016 i Sverige och även i EM 2018 i Frankrike.

## Meriter

### Klubblag
- Svensk mästare 5 gånger (2006, 2007, 2009, 2018 och 2019) med IK Sävehof
- Dansk ligasegrare 2 gånger (2010 och 2014) med Viborg och Team Esbjerg
- Champions League-mästare 2010 med Viborg
- Finalförlust i EHF-cupen 2014 med Team Esbjerg

### Landslaget
- EM 2006 i Sverige: 6:a
- OS 2008 i Peking: 8:a
- EM 2008 i Makedonien: 9:a
- VM 2009 i Kina: 13:e
- VM 2011 i Brasilien: 9:a
- OS 2012 i London: 11:a
- EM 2012 i Serbien: 8:a
- EM 2014 i Kroatien och Ungern:  Brons
- VM 2015 i Danmark: 9:a